# Jardine Matheson
Jardine Matheson Holdings Limited (кит. 怡和洋行) — один из крупнейших многопрофильных конгломератов из списков Fortune Global 500 и Forbes Global 2000. Базируется в Гонконге, в небоскрёбе Джардин-хаус, знаменитом своими круглыми окнами-«иллюминаторами», но официально зарегистрирован на Бермудских островах. Назван по фамилиям своих основателей — Уильяма Джардина и Джеймса Мэтисона (китайское название компании «Ewo» или «Ихэ» означает «Счастливая гармония» или «Блаженное согласие»). Акции Jardine Matheson Holdings котируются на Лондонской фондовой бирже, Сингапурской бирже и Бермудской фондовой бирже. Прародительница группы, компания Jardine, Matheson and Co, основанная в 1832 году, играла значительную роль в истории британского Гонконга со времени его основания, а также в истории Китая в период между Опиумными войнами и до начала японской оккупации.
Сегодня основные интересы Jardine Matheson Holdings сосредоточены в сферах розничной торговли, операций с недвижимостью, строительства, гостиничного дела, финансовых услуг, агробизнеса, транспорта и логистики (среди наиболее доходных подразделений выделяются Hongkong Land, Dairy Farm International Holdings и Astra International).
В списке крупнейших публичных компаний мира Forbes Global 2000 за 2018 год Jardine Matheson заняла 177-е место, в том числе 242-е по обороту, 183-е по чистой прибыли, 379-е по активам и 291-е по рыночной капитализации; среди крупнейших компаний Гонконга — 6-е место. На Лондонской фондовой бирже Jardine Matheson Holdings обозначается тикерами LSE: JAR (Сингапур), LSE: JARB (Бермуды) и LSE: JARJ (Джерси), на Сингапурской бирже — SGX: J36, на Бермудской фондовой бирже — BSX: JMHBD.BH.

## История

### С основания до 1870-х годов
Компания Jardine, Matheson and Co была основана в Кантоне в 1832 году шотландцами Уильямом Джардином (1784—1843) и Джеймсом Мэтисоном (1796—1878). Таким образом, она является одним из старейших торговых домов (известных ранее как «хонг»), сохранившихся до XXI века. В 1834 году, после того, как Британская Ост-Индская компания утратила своё монопольное право на торговлю с Китаем, Jardine, Matheson and Co первой начала поставки чая в Британию. В 1841 году Джардин и Матисон приобрели за 565 фунтов стерлингов первые участки земли, расположенные в районе Ист-Пойнт (современный район Козуэй-Бей). После того, как Гонконг по Нанкинскому договору (1842) отошел Великобритании, к чему основатели Jardine, Matheson and Co имели непосредственное отношение, штаб-квартира компании переместилась в этот быстрорастущий британский анклав. Jardine, Matheson and Co сразу же построила большой опиумный склад, верфь и другие здания, начав играть ведущую роль в деловом мире Гонконга. В 1843 году флот компании, состоявший из шести быстроходных и хорошо вооружённых клиперов, доминировал в торговле опиумом у берегов Китая, самостоятельно доставляя наркотики из Британской Индии. В 1844 году Jardine, Matheson and Co открыла свой офис в Шанхае, за которым последовали Кантон, Амой и Фучжоу. Прибыль семейств Джардин и Матисон в 1827—1847 годах составила 3 млн фунтов стерлингов (большая часть этой суммы была получена во второй половине этого двадцатилетия), а ежегодное содержание флота и складов обходилось Jardine, Matheson and Co в 1840-х годах в среднем в 300 тыс. долл..
|                |                |             |
| Уильям Джардин | Джеймс Матисон | Хачик Чатер |

Первоначально занимаясь торговлей опиумом, чаем, хлопком, пряжей, тканями, углём, металлами и оборудованием, вскоре Jardine, Matheson and Co диверсифицировала свои интересы за счет страхования, банковских операций, судоходства и железных дорог (в 1855 году начала функционировать пароходная линия Калькутта — Дальний Восток). К 1860-м годам активность компании в сфере контрабанды наркотиков начала сокращаться, но, несмотря на это, после Второй Опиумной войны Jardine, Matheson and Co продолжала лидировать в этом бизнесе, фактически легализированном британцами (в 1860—1872 годах компания поставляла наркотиков в среднем на 300 тыс. фунтов стерлингов в год). Со временем из-за падения цен на опиум и высокого положения владельцев Jardine, Matheson and Co в Британии заниматься контрабандой наркотиков стало совсем «неприлично», и, пытаясь изменить свой образ, компания даже начала спонсировать издание переводов китайских классиков, выполненных Джеймсом Леггом. Кроме того, после 1865 года представители компании входили в состав Законодательного совета Гонконга, а с конца XIX века — и в состав Административного совета (и это при том, что во второй половине XIX века Jardine, Matheson and Co имела ещё и влиятельное лобби в парламенте и правительстве Великобритании). В 1868 году компания поглотила производившую страхование от пожаров «Гонконг Фаэр Иншуранс Ко» (ещё ранее под её началом находились крупные «Юнион Иншуранс Сэсайети оф Кантон» и «Кантон Иншуранс Офис», созданные в середине 1830-х годов), в 1869 году начала прокладку первого в колонии частного телеграфа, соединившего её разрозненные офисы, в 1876 году основала в Гонконге первую сахарорафинадную фабрику «Чайна Шугар Рефайнинг».

### С 1870-х годов до середины XX века
В 1877 году младший партнёр Jardine, Matheson and Co Уильям Кесуик стал одним из директоров The Hongkong and Shanghai Banking Corporation, что повлекло за собой сближение двух крупнейших бизнес-групп Гонконга и послужило началом их совместного кредитования Цинского двора и китайских губернаторов (кроме того, Jardine, Matheson and Co активно предоставляла займы императорскому двору и самостоятельно). Другой партнёр Jardine, Matheson and Co — Дж. Уиттал — возглавлял крупнейшую гонконгскую судостроительную компанию Hong Kong and Whampoa Dock, на предприятиях которой к концу XIX века работало почти 4,5 тыс. человек. В 1879 году Jardine, Matheson and Co открыла первую в колонии фабрику искусственного льда, в 1881 году объединила несколько своих пароходств в Indo-China Steam Navigation Company («Ихэ»), у которой к 1893 году имелось уже 22 судна. В 1885 году 37,45 % инвестиций компании приходилось на пароходства, 28,7 % — на судостроительные и судоремонтные верфи, причалы и склады, 20,2 % — на The Hongkong and Shanghai Banking Corporation, 10 % — на сахарные фабрики, 3,55 % — на страховые компании (в середине 1880-х годов общая сумма капиталовложений Jardine, Matheson and Co в Гонконге и Китае составляла 2,3 млн лянов, а через 10 лет достигла 5 млн). В 1886 году компания поглотила созданную в 1884 году Hong Kong Wharf and Godown Co, которая возводила в Цзюлуне причалы и большие склады, в 1887 году открыла в Гонконге цементный завод. В этот период главным компрадором Jardine, Matheson and Co был Роберт Хотхун. К началу 1890-х годов Jardine, Matheson and Co и The Hongkong and Shanghai Banking Corporation представляли собой наиболее влиятельную силу в экономике колонии и занимали ведущие позиции во внешней торговле Китая (также между компаниями имелось значительное переплетение капиталов, в частности, банк владел акциями некоторых пароходств и страховых компаний Jardine, Matheson and Co).
В 1890 году Jardine, Matheson and Co инвестировала средства в созданную британским предпринимателем армянского происхождения Полом Чатером энергетическую компанию Hongkong Electric Company; в 1897 году Jardine, Matheson and Co, The Hongkong and Shanghai Banking Corporation и итальянский предприниматель А. Лузатти создали «Пекинский синдикат» («Фугунсы»), который занимался строительством железных дорог и разработкой недр в провинциях Хэнань и Шэньси; в этом же году компания открыла в Гонконге крупную ткацкую фабрику. В 1898 году Jardine, Matheson and Co и The Hongkong and Shanghai Banking Corporation учредили British and China Corporation (BCC), специализировавшуюся на железнодорожном строительстве в Китае. В этом же году Jardine, Matheson and Co выступила соучредителем Star Ferry, осуществлявшей регулярное паромное сообщение между Гонконгом и Цзюлуном. На рубеже XIX—XX веков Jardine, Matheson and Co стала крупнейшим из британских торговых конгломератов, работавших на Дальнем Востоке, и обзавелась отделениями во всех важных китайских городах, а также в Иокогаме, Кобе и Нагасаки. В 1906 году Jardine, Matheson and Co была преобразована в компанию с ограниченной ответственностью (limited company), в 1907 году дочерняя British and China Corporation подписала важный контракт на строительство Коулун-Кантонской железной дороги. В 1918 году пароходства, принадлежавшие Jardine, Matheson and Co, осуществляли 21,4 % всех перевозок по Янцзы (в 1928 году — уже 26,4 %). В первые десятилетия XX века компания построила или модернизировала хлопчатобумажные, прядильные, камвольные, шёлкомотальные и пищевые фабрики, упаковочный и пивоваренный заводы, холодильники и фабрику искусственного льда в Шанхае, который фактически превратился в главный центр бизнес-империи Jardine, Matheson and Co (ещё раньше она завладела причалами в шанхайском порту и построила железную дорогу от Шанхая до Сюйчжоу), а также расширила свои интересы в Африке, Америке и Австралии. В 1923 году в Шанхае была основана дочерняя машиностроительная и сервисная Jardine Engineering Company (или Ewo Engineering Co), которая установила первый в Китае лифт и первый в Гонконге кондиционер. К 1930 году подконтрольные Jardine, Matheson and Co страховые компании увеличили свой капитал до 10 млн юаней. Но с началом широкомасштабного японского вторжения в Китай (1937) Jardine, Matheson and Co понесла большие финансовые потери в Азиатско-Тихоокеанском регионе.

### Со второй половины XX века до наших дней
После оккупации японцами Шанхая и Гонконга Jardine, Matheson and Co была вынуждена закрыть все свои предприятия и офисы и эвакуировать европейский персонал, сохранив лишь небольшое представительство в Чунцине. После окончания войны компания была одной из первых, кто возобновил свою деятельность в Гонконге и Шанхае (включая морские перевозки), а к лету 1947 года она даже начала операции в Японии. С потерей огромного китайского рынка после прихода к власти коммунистов (1949) и закрытия офисов всех иностранных компаний (1954), Jardine Matheson стала искать другие сферы для своих капиталовложений. В 1961 году Jardine Matheson вышла на биржу, став публичной компанией, в 1963 году учредила представительство в Австралии, а в Гонконге открыла первый отель Mandarin, положивший начало крупной гостиничной сети, в 1967 году учредила представительство в Индонезии. Первый азиатский торговый банк Jardine Fleming, основанный компанией в 1970 году, вскоре начал экспансию на Гавайи и Филиппины. Гонконгский строительный бум 1970-х годов подтолкнул Jardine Matheson купить крупнейшую строительную компанию колонии Gammon Construction (1975), тогда же группа внедрилась на страховой рынок США и Великобритании, заложив основу Jardine Insurance Brokers. В 1977 году Jardine Matheson имела 11 отделений на Дальнем Востоке, в США, Великобритании и ЮАР (61,9 % капитала компании были сосредоточены в Западной Европе, Юго-Восточной Азии, Австралии и Новой Зеландии, 37 % — в Гонконге). После начала в 1979 году экономических реформ в Китае Jardine Matheson одной из первых среди иностранных компаний вернулась на привычный для себя рынок и открыла в Пекине представительство.

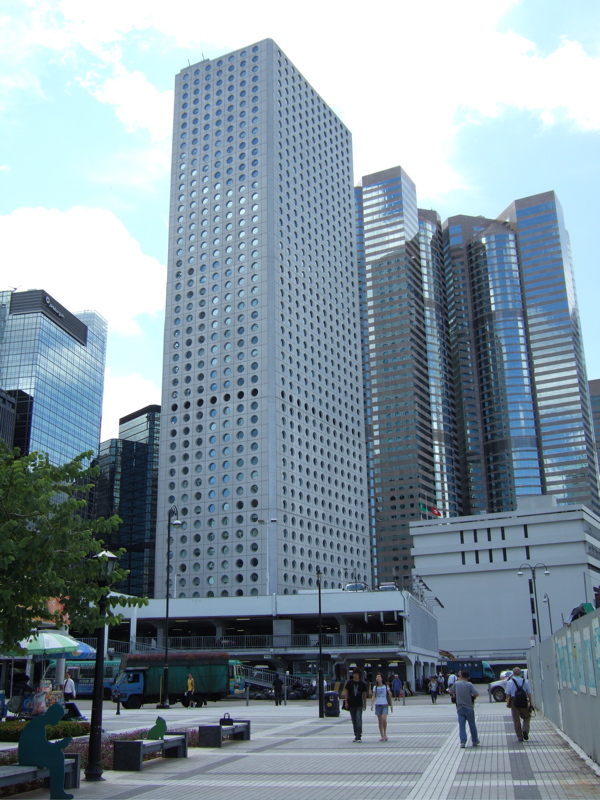
Jardine House — штаб-квартира Jardine Matheson в Гонконге

С 1967 по 1980 года Jardine Matheson увеличила свой капитал с 459 млн до почти 7,5 млрд гонк. долл., она владела более чем 50 % акций в 230 компаниях и более чем 20 % акций — в 140 компаниях. Структура инвестиций Jardine Matheson выглядела так: недвижимость — 40 %, торговля и лёгкая промышленность — 24 %, банковское дело и страхование — 19 %, транспорт и логистика — 10 %, разработка природных ресурсов — 7 %. В 1980-х годах 37 тыс. сотрудников Jardine Matheson вели операции в Гонконге, Китае, Сингапуре, Малайзии, Таиланде, Индонезии, Филиппинах, Тайване, Южной Корее, Японии, Австралии, Великобритании, США, Саудовской Аравии и Южной Африке. В 1980 году свои первые совместные предприятия в Китае учредили компании Jardine Schindler (установка лифтов и эскалаторов) и Dairy Farm (доставка на борт самолетов питания для пассажиров). В преддверии перехода Гонконга под суверенитет Китая компания в 1984 году зарегистрировалась на Бермудских островах как Jardine Matheson Holdings Limited, в том же году продала свой судоходный бизнес, в 1986 году вывела на Гонконгскую фондовую биржу Dairy Farm и Mandarin Oriental, в 1987 году получила право на франшизу брендов Pizza Hut и IKEA, а также на продвижение марки Mercedes-Benz в Южном Китае. Кстати, в 1984 году в гонконгском офисе Jardine Matheson три месяца работал будущий британский премьер-министр Дэвид Кэмерон.
В 1991 году Jardine Insurance Brokers вышла на Лондонскую фондовую биржу, а в середине 1990-х годов её примеру последовали Jardine Matheson Holdings и большинство публичных компаний группы (азиатским фондовым центром конгломерата стала Сингапурская биржа). В 1997 году в результате слияния Jardine Insurance Brokers и Lloyd Thompson Group возникла страховая корпорация Jardine Lloyd Thompson (JLT). В 2000 году Jardine Matheson и Jardine Strategic продали инвестиционный банк Jardine Fleming американской группе JPMorgan Chase, в 2005 году Jardine Strategic приобрела 20 % акций британского банка Rothschild Continuation, в 2006 году Jardine Lloyd Thompson вышла на рынок материкового Китая, в 2007 году — на рынок Вьетнама (также в 2007 году Jardine Strategic и Rothschild Continuation создали совместное предприятие Jardine Rothschild Asia Capital для работы на рынках Азии). В 2008 году дочерняя строительная компания Gammon подписала большой контракт на возведение в центре Гонконга административного комплекса для правительства САР. В 2009 году Jardine Restaurant Group приобрела франшизу на продвижение сети KFC на Тайване, а прибыль группы Jardine Matheson превысила 1 млрд долл., что на 28 % больше чем в предыдущем году. В мае 2010 года Jardine Pacific увеличила свою долю в Hong Kong Air Cargo Terminals Limited с 25 % до 42 %. К концу 2010 года компании группы более 40 % прибыли получали в континентальном Китае.
| Год                 | 2002  | 2003  | 2004  | 2005  | 2006  | 2007  | 2008  | 2009  | 2010  | 2011  | 2012  | 2013  | 2014  | 2015  | 2016  | 2017  |
| ------------------- | ----- | ----- | ----- | ----- | ----- | ----- | ----- | ----- | ----- | ----- | ----- | ----- | ----- | ----- | ----- | ----- |
| Оборот              | 7,398 | 8,390 | 8,970 | 11,93 | 16,28 | 19,45 | 22,36 | 22,50 | 30,05 | 37,97 | 39,59 | 39,47 | 39,92 | 37,01 | 37,05 | 39,46 |
| Чистая прибыль      | 0,111 | 0,085 | 0,947 | 1,244 | 1,348 | 1,828 | 0,666 | 1,725 | 3,068 | 3,432 | 1,671 | 1,565 | 1,712 | 1,799 | 2,503 | 3,785 |
| Активы              | 8,898 | 8,951 | 10,58 | 18,32 | 20,38 | 22,21 | 22,10 | 38,83 | 48,08 | 58,30 | 63,46 | 63,39 | 66,03 | 66,58 | 71,52 | 82,81 |
| Собственный капитал | 3,796 | 3,917 | 5,385 | 8,874 | 11,10 | 13,70 | 13,55 | 25,12 | 31,94 | 39,25 | 42,37 | 42,45 | 44,49 | 45,50 | 49,74 | 57,77 |

## Собственники и руководство
Главную роль в руководстве холдинга играют потомки Уильяма Джардина и Уильяма Кесуика — братья Генри, Саймон и Джон (Чипс) Кесуик, сыновья сэра Уильяма Джонстона Кесуика, а также Бен Кесуик (сын Саймона) и Адам Кесуик (сын Чипса). При этом Генри Кесуик входит в число наиболее влиятельных бизнесменов Азии и Великобритании. По состоянию на 2012 год в совет директоров Jardine Matheson Holdings Limited входили:
| Член совета            | Занимаемые посты |
| ---------------------- | --- |
| Сэр Генри Кесуик       | председатель Jardine Matheson Holdings, Matheson & Co и Jardine Strategic, директор Dairy Farm, Hongkong Land и Mandarin Oriental |
| Бен Кесуик             | управляющий директор Jardine Matheson Holdings, председатель Jardine Matheson Limited и Jardine Cycle & Carriage, управляющий директор Dairy Farm, Hongkong Land, Jardine Strategic и Mandarin Oriental, директор Jardine Pacific и Jardine Motors |
| Адам Кесуик            | заместитель управляющего директора Jardine Matheson Holdings, председатель Jardine Pacific и Jardine Motors, зам председателя Jardine Matheson Limited, директор Dairy Farm, Hongkong Land, Jardine Strategic и Mandarin Oriental                  |
| Саймон Кесуик          | председатель Dairy Farm, Hongkong Land и Mandarin Oriental, директор Matheson & Co, Jardine Lloyd Thompson и Jardine Strategic |
| Марк Гринберг          | стратегический директор группы, директор Jardine Matheson Limited, Dairy Farm, Hongkong Land, Jardine Cycle & Carriage и Mandarin Oriental |
| Дженкин Хой            | директор Hongkong Land, Jardine Strategic и Central Development |
| Барон Лич Фейрфордский | директор Matheson & Co, Dairy Farm, Hongkong Land, Jardine Strategic, Mandarin Oriental и Rothschilds Continuation, зам председателя Jardine Lloyd Thompson                                                                                        |
| Ричард Ли              | председатель текстильного концерна TAL Apparel, директор Hongkong Land и Mandarin Oriental |
| Энтони Найтингейл      | директор Dairy Farm, Hongkong Land, Jardine Cycle & Carriage, Jardine Strategic и Mandarin Oriental, вице-президент Гонконгской ассоциации недвижимости и член совета Гонконгской федерации работодателей                                          |
| Пхан Юкай              | руководитель Hongkong Land, директор Jardine Matheson Limited и Jardine Matheson (China) Limited, председатель Гонконгской федерации работодателей и зам председателя Генеральной торговой палаты Гонконга                                         |
| Джеймс Райли           | финансовый директор группы, директор Jardine Matheson Limited, Dairy Farm и The Hongkong and Shanghai Banking Corporation Limited |
| Перси Уитерол          | директор Matheson & Co, Dairy Farm, Hongkong Land, Jardine Strategic и Mandarin Oriental, председатель Corney and Barrow и Nith District Salmon Fishery Board                                                                                      |
| Джайлз Уайт            | главный юрисконсульт группы, директор Jardine Matheson Limited, Dairy Farm и Mandarin Oriental |

Топ-менеджмент управляющей компании Jardine Matheson Limited составляют председатель и управляющий директор Генри Кесуик, зам председателя и зам управляющего директора Адам Кесуик, стратегический директор группы Марк Гринберг, председатель Jardine Matheson (China) Дэвид Сюй, руководитель Hongkong Land и директор Jardine Matheson (China) Пхан Юкай, финансовый директор группы Джеймс Райли, главный юрисконсульт группы Джайлз Уайт, глава кадровой службы группы Ричи Бент, глава налогового отдела группы Бетти Чхань, казначей группы Эдриан Тхэн, финансовый контролёр группы Уилсон Фун, юридический менеджер группы Стивен Хопкинс, корпоративный секретарь группы и директор Нейл Макнамара, главный аудитор и риск-менеджер группы Тревор Фицсайммонс.
Крупнейшим акционером Jardine Matheson (через компанию Jardine Strategic) является семья Кесуик, но более подробно информация о структуре собственников не раскрывается. Род Джардинов также существует до сих пор, носит наследуемый титул баронетов (в 1885 году его получил политик и коммерсант Роберт Джардин) и по-прежнему контролирует долю в Jardine Matheson. По состоянию на октябрь 2012 года около 21,5 % акций Jardine Matheson Holdings находилось в свободном обращении. Семья Кесуик имеет родственные связи со многими влиятельнейшими фамилиями Великобритании. Сэр Джон Кесуик женился на Саре Рэмзи (в её роду были графы Делхаузи и Анкастеры, бароны Ловаты и лэрды Стирлинги). Сэр Генри Кесуик женился на Аннабель Фрейзер (в её роду были бароны Ловаты и Рибблстоуны, баронеты Броутоны). Саймон Кесуик женился на Эмме Четвуд (в её роду были графы Минто и баронеты Четвуды).

## Структура и сферы деятельности
Основными бизнес-единицами конгломерата являются Jardine Matheson Limited (Гонконг), Matheson & Co (Лондон), Jardine Strategic Holdings (Гонконг), Jardine Lloyd Thompson Group (Лондон), Jardine Pacific (Гонконг), Dairy Farm International Holdings (Гонконг), Jardine Cycle & Carriage (Сингапур), Astra International (Джакарта), Jardine Motors Group (Гонконг), Hongkong Land (Гонконг) и Mandarin Oriental Hotel Group (Гонконг). По состоянию на 2012 год группа контролировала 100 % Jardine Pacific и Jardine Motors, 82 % Jardine Strategic, 78 % Dairy Farm, 74 % Mandarin Oriental, 72 % Jardine Cycle & Carriage, 50 % Hongkong Land и 42 % Jardine Lloyd Thompson (кроме того, Jardine Cycle & Carriage контролировала более 50 % корпорации Astra International).

### Jardine Strategic Holdings
Компания Jardine Strategic Holdings, основанная в 1986 году, является финансовым центром конгломерата, через которую семья Кесуик (Keswick) владеет контрольными пакетами акций как всего холдинга Jardine Matheson (55 %), так и отдельных компаний группы (Dairy Farm, Hongkong Land, Mandarin Oriental, Jardine Cycle & Carriage и других). Также Jardine Strategic Holdings контролирует швейцарскую компанию Jardine Strategic Investment Holdings, различные пакеты акций британской страховой корпорации Jardine Lloyd Thompson, британского банка Rothschild Continuation Holdings, камбоджийского банка ACLEDA Bank, вьетнамского банка Asia Commercial Bank, бермудского банка Butterfield Bank, индийской энергетической группы Tata Power и других компаний. В 2013—2014 годах Jardine Strategic Holdings вошёл в состав акционеров крупнейшего китайского продавца автомобилей Zhongsheng Group, специализирующегося на дорогих автомобилях.
- Jardine Lloyd Thompson Group (JLT) является крупным страховым маклером и финансовой компанией, специализирующейся на страховых рисках, консалтинге, аутсорсинге, перестраховке, общем страховании, различных продуктах и услугах (пенсионное обслуживание, медицинское страхование, инвестиции, премирование сотрудников, управление рисками). JLT имеет около 7,1 тыс. сотрудников и более 100 офисов в 33 странах и территориях мира. Группа образовалась в 1997 году путём слияния Jardine Insurance Brokers и Lloyd Thompson Group (Lloyd Thompson, основанная в 1981 году и с 1987 года котировавшаяся на Лондонской фондовой бирже, имела сильное присутствие в Великобритании, а Jardine Insurance Brokers, основанная в 1972 году, была широко представлена в Азиатско-Тихоокеанском регионе)[62][63][64][65]. А вообще страховым бизнесом группа Jardine Matheson начала заниматься ещё в 1836 году, когда в Китае была основана компания Canton Insurance (на розничный страховой рынок Британии Jardine Matheson вышла только в 1908 году)[66].

### Jardine Pacific
Холдинг Jardine Pacific, основанный в 1988 году (до 1997 года был известен как Jardine Pacific Management Ltd), контролирует азиатские непубличные компании Jardine Engineering Corporation (монтаж и обслуживание оборудования, проведение технических экспертиз), Gammon Construction (ведущий строительный подрядчик Гонконга с обширными интересами в Китае и Юго-Восточной Азии), Jardine Shipping Services, Jardine Aviation Services и Hong Kong Air Cargo Terminals Limited (транспортные и логистические услуги в порту и аэропорту Гонконга), Jardine Schindler (установка лифтов и эскалаторов), Jardine OneSolution (информационные технологии), Jardine Property Investment (инвестиции в недвижимость), Jardine Restaurant Group (сеть ресторанов, в том числе Pizza Hut в Гонконге, Тайване и Вьетнаме) и Jardine Travel Group (туризм).
|                                     |                         |                               |
| Терминал Hactl в аэропорту Гонконга | Ресторан KFC на Тайване | Ресторан Pizza Hut в Гонконге |

- Jardine Restaurant Group (JRG), полностью принадлежащая Jardine Pacific и имеющая более 13 тыс. сотрудников, является одной из крупнейших ресторанных сетей Азии (управляет почти 390 ресторанами, в том числе Pizza Hut в Гонконге, Тайване и Вьетнаме, а также KFC на Тайване). Кроме того, компания имеет одну из крупнейших систем доставки еды в офисы и квартиры. Первый ресторан Pizza Hut открылся в Гонконге в 1981 году, в 1987 году франшиза на развитие сети в Гонконге была приобретена Jardine Matheson, а в 1989 году сеть вышла на рынок Макао[69][70][71].
- Gammon Construction, имеющая годовой оборот свыше 1,5 млрд долл. и более 5 тыс. сотрудников, является крупной гонконгской проектно-строительной корпорацией, принадлежащей на паритетных началах Jardine Matheson и британской группе Balfour Beatty[англ.]. Gammon была основана в Британской Индии в 1919 году, в 1955 году начала действовать в Гонконге, а в 1958 году основала в колонии дочернюю компанию Gammon Construction Limited. В 1969 году Jardine Matheson стала миноритарным акционером Gammon Construction, в 1975 году выкупила и остальные акции компании, а в 1985 году продала 50 % акций Gammon британской группе Trafalgar House[англ.] (в 1996 году она вошла в состав норвежской группы Kværner[англ.], которая в 2000 году продала свой строительный бизнес шведской группе Skanska, а та в свою очередь в 2004 году продала долю в Gammon группе Balfour Beatty). В 80-х годах Gammon вышла за пределы Гонконга, закрепившись в Китае, Сингапуре, Малайзии, Таиланде, Вьетнаме, Индонезии и на Филиппинах. Корпорация специализируется на возведении тоннелей, мостов, автодорог, линий метро, причалов, аэропортов, намывных территорий, очистных сооружений, промышленных, жилых, торговых и офисных зданий[72][73][74].
- Jardine Engineering Corporation (JEC), основанная в Шанхае в 1923 году, специализируется на монтажно-технических работах и обслуживании оборудования (электрические, механические и строительные технологии, безопасность, водоочистка и кондиционирование), управлении различными проектами, поставках сельскохозяйственных и строительных химикатов (в том числе через дочернюю Jardine Distribution), проведении технических экспертиз и оценках контрактов. JEC, полностью принадлежащая Jardine Pacific, активно работает на Филиппинах, в Таиланде, Сингапуре, Китае и Макао (в 2012 году компания приобрела крупную сингапурскую фирму Thermal Private Ltd)[26][75][76][77][78].
- Jardine Schindler Group была основана в 1974 году на паритетных началах как совместное предприятие Jardine Matheson и швейцарской корпорации Schindler (их сотрудничество началось ещё в 1929 году, когда Jardine Engineering Corporation была назначена главным дистрибьютором продукции Schindler в Шанхае). Компания имеет около 3 тыс. сотрудников и специализируется на установке, обслуживании и модернизации лифтов, эскалаторов и движущихся переходов в Гонконге, Макао, Тайване, Сингапуре, Малайзии, Таиланде, Индонезии, Филиппинах, Вьетнаме, Брунее, Камбодже и Мьянме[79][80][81].
- Hong Kong Air Cargo Terminals (Hactl) является ведущим оператором по обработке воздушных грузов в Международном аэропорту Гонконга и управляет крупнейшим в мире Супертерминалом № 1[англ.] (в 2011 году компания обработала более 2,7 млн т грузов, что равнялось 70 % грузооборота гонконгского аэропорта). Клиентами Hong Kong Air Cargo Terminals являются около 100 международных авиакомпаний и около 1 тыс. грузовых экспедиторов со всего мира. Jardine Matheson принадлежит почти 42 % компании, остальные акции распределены между The Wharf (Holdings), Hutchison Port Holdings и China National Aviation Corporation[англ.]. Hactl был основан в 1971 году и к моменту закрытия аэропорта Кайтак в 1998 году обрабатывал там около 1,5 млн т грузов ежегодно. С 1998 года все грузопотоки компании были переведены в Супертерминал № 1, строительство и ввод в эксплуатацию которого обошлись в 1 млрд долл. Также через свою дочернюю Hong Kong Air Cargo Industry Services (Hacis) компания доставляет грузы из Гонконга в материковый Китай[82][83][84][85][86].
- Jardine Aviation Services Group (JASG) является ведущей сервисной компанией Гонконгского международного аэропорта, ежегодно обслуживая более 10 млн пассажиров и 100 тыс. авиаперелётов, а также обрабатывая более 340 тыс. т грузов (среди клиентов JASG — свыше 60 международных и китайских региональных авиакомпаний). Jardine Aviation Services Group специализируется на оказании услуг пассажирам (проверка и регистрация билетов, посадка и высадка на борт, погрузка и разгрузка багажа, встреча и информационные услуги), авиакомпаниям (доставка питания и дозаправка самолётов, обслуживание экипажей, документальное сопровождение грузов) и аэропорту (обслуживание оборудования и телефонных звонков). Кроме того, в сферу интересов JASG входят туристические услуги в Гонконге и на Тайване, а также обслуживание пассажиров и автобусные перевозки в международном аэропорту Куньмина. Jardine Pacific принадлежит 50 % акций Jardine Aviation Services Group (вторая половина акций сосредоточена в руках China National Aviation Corporation). Компания была основана в 1988 году путём реорганизации прежней Jardine Airways, работавшей в Гонконге с 1946 года[87][88][89].
- Jardine Shipping Services (JSS), полностью принадлежащая Jardine Pacific, специализируется на обслуживании морских судов (юридическое и таможенное сопровождение, контроль погрузочно-разгрузочных работ и расчётов, логистические услуги, безопасность судов и экипажей, связь с властями порта, наём команд и лоцманов). Имея 1,3 тыс. сотрудников и более 50 офисов в Гонконге, Китае, Индонезии, Сингапуре, Малайзии, Таиланде, Вьетнаме, на Тайване и Филиппинах, JSS оказывает услуги своим клиентам в 200 портах Азии, обслуживая ежемесячно около 1 тыс. судов. Фактически, обслуживание морских перевозок является старейшим бизнес-направлением всей группы Jardine Matheson[90][91][92].
- Jardine OneSolution (JOS), полностью принадлежащая Jardine Pacific и имеющая более 3 тыс. сотрудников, является крупной компанией в сфере информационных технологий, которая активно работает в Гонконге, Макао, Китае, Сингапуре и Малайзии (среди клиентов JOS — более 20 тыс. транснациональных корпораций, присутствующих в Азии, а также правительственные структуры). Jardine OneSolution начинала в 1960-х годах как дистрибьютор продукции Canon в Гонконге, после поглощения ряда гонконгских фирм в 1995 году обосновалась на рынке Китая, в 1998 году — на рынках Сингапура и Малайзии. Она специализируется на поставках и обслуживании компьютерной техники, офисного оборудования, расходных материалов и канцтоваров, программного обеспечения[93][94][95][96]. В январе 2011 года JOS купила информационный бизнес SiS International Holdings в Гонконге, Сингапуре и Малайзии[97].
- Jardine Travel Group, основанная в 1973 году, является одним из ведущих агентов British Airways и крупным оператором корпоративного туризма в Гонконге. Jardine Pacific принадлежит 55 % акций Jardine Travel Group[98][99][100].
- Jardine Property Investment, полностью принадлежащая Jardine Pacific, специализируется на инвестициях в жилую недвижимость (к июлю 2012 года её активы оценивались в 388 млн долл.)[101].

### DFI Retail Group
DFI Retail Group (ранее известная как Dairy Farm International Holdings) — одна из крупнейших торговых групп Азии (более 90 тыс. сотрудников), она зарегистрирована на Бермудах, управляется из Гонконга через Dairy Farm Management Services, котируется на Лондонской, Сингапурской и Бермудской биржах (78 % акций компании владеет Jardine Strategic). Dairy Farm контролирует сети супермаркетов Wellcome (Гонконг, Тайвань и Вьетнам), Market Place by Jasons (Гонконг, Сингапур и Тайвань), Cold Storage (Сингапур и Малайзия), Giant Hypermarket (Малайзия, Индонезия и Бруней), Shop N Save (Сингапур), Hero (Индонезия), Foodworld (Индия), ThreeSixty (Гонконг), Oliver’s The Delicatessen (Гонконг), Lucky (Камбоджа), Rustan’s (Филиппины) и Shopwise (Филиппины), сети гипермаркетов Giant (Малайзия, Сингапур, Индонезия, Бруней и Вьетнам) и Shopwise (Филиппины), сети магазинов красоты и здоровья Mannings (Гонконг, Макао и Китай), Guardian (Малайзия, Сингапур, Индонезия, Бруней и Вьетнам) и Health and Glow (Индия), сети продуктовых магазинов 7-Eleven (Гонконг, Макао, Китай и Сингапур) и Starmart (Индонезия), сеть мебельных магазинов IKEA (Гонконг и Тайвань). Также Dairy Farm владеет 50-процентной долей в корпорации Maxim’s Caterers, управляющей крупной сетью ресторанов, кафе, кондитерских, закусочных и пекарен (в том числе сетью кофеен Starbucks в Гонконге и Макао, сетью ресторанов Genki Sushi в Гонконге и Китае, сетью пекарен Arome Bakery в Гонконге).
Ферма, поначалу насчитывавшая 80 голов крупного рогатого скота, была основана в 1886 году на территории современного Южного округа Гонконга выдающимся шотландским врачом Патриком Мэнсоном и пятью гонконгскими предпринимателями. В 1892 году компания открыла в центре города склад с морозильной установкой для хранения молока, потребителями которого были преимущественно европейские жители колонии, в 1899 году начала импортировать из Австралии масло, в 1904 году открыла в центре свой первый магазин и занялась импортом замороженного мяса, в 1916 году открыла мясной цех, в 1918 году — фабрику искусственного льда. В 1928 году Dairy Farm уже имела шесть магазинов в Гонконге и обслуживала через свои филиалы клиентов в Макао и Гуандуне, в 1964 году приобрела в колонии несколько бакалейных магазинов Wellcome, со временем преобразовав их в ведущую сеть супермаркетов. В 1972 году компанию купил девелопер Hongkong Land, входивший в состав группы Jardine Matheson, в 1976 году Dairy Farm управляла уже 19 супермаркетами в Гонконге и Цзюлуне, в 1979 году она путём приобретения торговой сети Franklins вышла на рынок Австралии. В 1980 году компания основала в Пекине совместное предприятие по обеспечению питанием авиапассажиров, 1981 году в Гонконге по франшизе был открыт первый магазин 7-Eleven. В 1986 году Dairy Farm, управлявшая к тому времени 300 магазинами, отделилась от Hongkong Land, самостоятельно вышла на Гонконгскую фондовую биржу и купила 50-процентную долю в ресторанной сети Maxim’s, в 1987 году приобрела 25 % акций шестой по величине британской продуктовой сети Kwik Save и вышла на рынок супермаркетов Тайваня, в 1989 году купила у Jardine Matheson гонконгскую сеть 7-Eleven (228 магазинов).
В начале 1990-х годов Dairy Farm путём приобретения ряда сетей вышла на рынки супермаркетов Испании (в 1990 году — 108 магазинов Simago), Новой Зеландии (в 1990 году — 61 магазин Woolworth) и Сингапура (в 1993 году — 142 магазина Cold Storage), но позже была вынуждена продать свои европейские активы. В 1992 году Dairy Farm открыла первые магазины сети 7-Eleven в Гуандуне и создала в Китае совместное предприятие с Nestle по производству молочных продуктов. В 1994 году компания начала бизнес в Малайзии, в 1995 году — в Японии, Индонезии и Индии, в 1998 году продала сеть Simago и свою долю в Kwik Save, вышла из СП с Nestle и закрыла магазины Wellsave в Японии, но зато вошла в капитал крупнейшей индонезийской группы супермаркетов Hero и инвестировала в расширение её активов в Малайзии, Сингапуре и Индии. В 1999 году Dairy Farm купила малайзийскую сеть Giant, в 2000 году открыла первый гипермаркет Giant в Сингапуре, а Maxim`s Caterers создала совместное предприятие с американской корпорацией Starbucks для продвижения одноимённых кофеен в Гонконге. В 2001 году Dairy Farm продала своё австралийское подразделение (Franklins), в 2002 году — новозеландскую сеть Woolworth, полностью сосредоточившись на быстрорастущем азиатском рынке. В том же 2002 году компания приобрела у Jardine Pacific сеть мебельных магазинов IKEA в Гонконге и на Тайване, а также начала бизнес в Южной Корее. В 2003 году Dairy Farm купила тайваньскую сеть Kayo, сингапурскую сеть Shop N Save, индонезийские и малайзийские супермаркеты Ahold, в 2004 году — гонконгскую сеть Daily Stop, в 2005 году вышла на рынок Таиланда, в 2006 году — на рынок Вьетнама, а также основала сеть ThreeSixty. В 2007 году Dairy Farm купила китайскую сеть Quik и основала сеть Jasons MarketPlace, но ушла из Таиланда, в 2008 году ушла из Кореи и вышла на рынок Брунея. К концу 2009 года общее количество магазинов Dairy Farm превысило 5 тыс., к концу 2011 года — 5,4 тыс. (оборот группы в 2011 году превысил 10 млрд долл.), к середине 2012 года — 5,5 тыс..
|                                 |                                   |                             |                             |
| Супермаркет Wellcome в Гонконге | Супермаркет ThreeSixty в Гонконге | Магазин Mannings в Гонконге | Магазин 7-Eleven в Гонконге |

### Jardine Cycle & Carriage
Jardine Cycle & Carriage котируется на Сингапурской бирже (по состоянию на 2012 год её рыночная капитализация превышала 17 млрд долл.), занимается продажей и обслуживанием автомобилей и мотоциклов в Индонезии, Малайзии, Сингапуре и Вьетнаме (представляет марки Mercedes-Benz, BMW, Toyota, Honda, Mitsubishi, Daihatsu, Kia, Hyundai, Citroën, Peugeot и Foton). Также Jardine Cycle & Carriage контролирует 50,1 % акций индонезийского многопрофильного холдинга Astra International (продажа автомобилей, мотоциклов, строительной и горнодобывающей техники, финансовые услуги, производство автокомплектующих, агробизнес, инфраструктура, логистика и информационные технологии), 100 % Singapore Motors, 59 % Cycle & Carriage Bintang, 44 % Tunas Ridean и 32 % Truong Hai Auto. С учётом всех дочерних структур в Jardine Cycle & Carriage работает более 180 тыс. сотрудников, 72 % акций компании принадлежит Jardine Strategic.
Jardine Cycle & Carriage основана в 1899 году в Куала-Лумпуре как небольшая торговая компания, в 1926 году переехала в Сингапур, в 1969 году начала котироваться на фондовой бирже. В 1992 году Jardine Matheson купила 16 % акций Cycle & Carriage, положив начало поглощению сингапурской компании. В 2000 году Cycle & Carriage купила первые 31 % акций индонезийского холдинга Astra International. В 2002 году после того, как Jardine Strategic увеличила свою долю в Cycle & Carriage с 30 % до более 50 %, сингапурская компания вошла в состав группы Jardine Matheson и в 2004 году изменила своё название на Jardine Cycle & Carriage (в этом же году компания стала акционером крупного индонезийского автодилера Tunas Ridean). В 2005 году, после покупки дополнительной доли, Astra International стала дочерней компанией Jardine Cycle & Carriage, в 2008 году Jardine Cycle & Carriage приобрела 20 % акций ведущей вьетнамской автомобильной компании Truong Hai Automotive Corporation (в 2009 году увеличила свою долю до 29 %).
- Astra International (официально — PT Astra International Tbk) занимается продажей и обслуживанием автомобилей и мотоциклов (представляет марки Toyota, Lexus, Daihatsu, Isuzu, Peugeot, BMW и Honda), страхованием, кредитованием продаж и лизингом автомобильной, строительной и горнодобывающей техники (Astra Insurance, Astra Credit Companies, Toyota Astra Finance, Federal International Finance, Astra Sedaya Finance, Komatsu Astra Finance, Surya Artha Nusantara Finance), производством автомобилей (Astra Daihatsu Motor, Isuzu Astra Motor Indonesia, Astra Multi Trucks Indonesia) и мотоциклов Honda (Astra Honda Motor), инфраструктурными проектами, в частности платными автострадами, водоочисткой, перевалкой грузов (Astratel Nusantara и Intertel Nusaperdana), логистикой, морскими и пассажирскими перевозками, прокатом автомобилей (Serasi Autoraya), горнодобычей (Pamapersada Nusantara), а также контролирует 96 % Astra Otoparts (производство автокомплектующих), 80 % Astra Agro Lestari (плантационное хозяйство и производство пальмового масла), 77 % Astra Graphia (информационные технологии и дистрибуция офисного оборудования Fuji Xerox), 60 % United Tractors[англ.] (продажа и обслуживание тяжёлой техники Komatsu, BOMAG, UD Trucks, Scania, Valmet и Tadano Limited[англ.], угольного и рудного оборудования) и 45 % Bank Permata[англ.] (банковские услуги). Astra International, основанная в 1957 году как небольшая торговая компания, котируется на Индонезийской фондовой бирже[англ.] (с 1990 года), по состоянию на конец 2011 года в 158 подразделениях, дочерних компаниях и филиалах группы работало более 169 тыс. человек[119][127][128][129][130][131][132][133][134][135].

### Jardine Motors Group
Компания занимается продажей и обслуживанием автомобилей в Гонконге, Макао, Китае и Великобритании (в британском филиале работает около 3 тыс. сотрудников). В 1975 году Jardine Matheson купила контрольный пакет акций компании Zung Fu — гонконгского дистрибьютора автомобилей Mercedes-Benz, который впоследствии стал основой Jardine Motors. В 1981 году Jardine Matheson приобрела 76 % британского автодилера Lancaster, основанного в 1969 году Рональдом и Николасом Ланкастерами (в 1992 году группа сосредоточила у себя 100 % компании Lancaster). В 1990 году все автомобильные активы группы были объединены в компанию Jardine International Motors (в 2000 году она перестала котироваться на Гонконгской фондовой бирже и была переименована в Jardine Motors).
Jardine Motors занимается продажей в Великобритании автомобилей марок Aston Martin, Jaguar, Land Rover, Bentley, McLaren, Audi, Volkswagen, SEAT, Škoda, BMW, MINI, Mercedes-Benz, Smart, Porsche, Volvo, Jeep, Ferrari, Maserati, Lamborghini, Honda, Toyota и Lexus, а также мотоциклов марки Harley-Davidson. Подразделение Zung Fu Company Limited контролирует продажи автомобилей марок Mercedes-Benz, Smart и Hyundai в Гонконге, Макао и Южном Китае (начало сотрудничества с Mercedes-Benz было положено в 1954 году).

### Hongkong Land
Hongkong Land — один из крупнейших операторов недвижимости, основанный в 1889 году Хачиком Полом Чатером и Уильямом Кесвиком (компания владеет и управляет крупными офисными, торговыми и жилыми активами в Гонконге, Сингапуре, Макао, Китае, Индонезии, Филиппинах, Таиланде, Вьетнаме, Малайзии и Камбодже). Hongkong Land зарегистрирована на Бермудах, котируется на Лондонской, Сингапурской и Бермудской биржах, 50 % акций компании контролирует Jardine Strategic. В 1963 году Hongkong Land открыла в Гонконге первый отель Mandarin, в 1998 году начала оптимизацию активов в Гонконге, Сингапуре, Вьетнаме и на Филиппинах, в 2004 году вышла на рынок Чунцина, создав совместное предприятие с компанией Chongqing Longhu Real Estate Development, в 2006 году купила 77 % акций оператора жилой недвижимости MCL Land, котировавшегося на Сингапурской бирже.
В Гонконге под управлением Hongkong Land находится около 450 тыс. м² торговой недвижимости в самом центре делового района. Среди крупнейших активов компании — торгово-офисные комплексы Landmark, Exchange Square, Jardine House, Chater House, Prince’s Building, Alexandra House, Edinburgh Tower, Gloucester Tower и York House, жилые комплексы Serenade и The Sail at Victoria, а также логистический комплекс Tradeport Hong Kong (совместное предприятие с корпорациями China National Aviation Corporation и Fraport).
В Сингапуре активы Hongkong Land сосредоточены в новом деловом районе Марина-Бэй. Среди крупнейших — торгово-офисный и жилой комплекс Marina Bay Financial Centre, торгово-офисные комплексы One Raffles Quay и One Raffles Link, торговый центр CityLink Mall.
В других азиатских странах Hongkong Land полностью или частично контролирует следующие активы — гостиничный, жилой и торговый комплекс One Central (Макао), жилые комплексы Central Park и Maple Place at Beijing Riviera (Пекин), жилые комплексы Yorkville, Bamboo Grove и Landmark Riverside (Чунцин), торгово-офисные комплексы Jakarta Land (Джакарта), Central Building и 63 Ly Thai To (Ханой), торговый центр Gaysorn (Бангкок), жилой и офисный комплекс Colonial Mansions (Пномпень), жилые комплексы Roxas Triangle Tower (Макати), Greenwoods (Кавите), Forest Ridge (Антиполо), South Hampton (Лагуна) и Lexington (Пасиг).
|                                 |                                        |                                         |                         |
| Комплекс Marina Bay в Сингапуре | Штаб-квартира Hongkong Land в Гонконге | Комплекс Luk Yeung Sun Chuen в Гонконге | Chater House в Гонконге |

### Mandarin Oriental Hotel Group
Материнская компания Mandarin Oriental Hotel Group зарегистрирована на Бермудах, котируется на Лондонской, Сингапурской и Бермудской биржах (74 % акций Mandarin Oriental контролирует Jardine Strategic). Сеть отелей присутствует в Гонконге (Mandarin Oriental, Excelsior и Landmark), Макао (Mandarin Oriental и Grand Lapa), Китае (Санья, Гуанчжоу, Шанхай и Чэнду), Тайване (Тайбэй), Таиланде (Бангкок и Чиангмай), Индонезии (Джакарта), Сингапуре, Малайзии (Куала-Лумпур), Филиппинах (Манила), Японии (Токио), Мальдивах, США (Бостон, Нью-Йорк, Вашингтон, Атланта, Майами, Лас-Вегас и Сан-Франциско), Бермудах, Кайманах, Тёркс и Кайкосе, Сент-Китс и Невисе, Коста-Рике, Великобритании (Лондон), Франции (Париж), Германии (Мюнхен), Швейцарии (Женева), Испании (Барселона и Марбелья), Италии (Милан), Чехии (Прага), России (Москва), Турции (Бодрум), ОАЭ (Абу-Даби), Катаре (Доха) и Марокко (Марракеш). По состоянию на 2012 год Mandarin Oriental управляла 45 отелями (более 11 тыс. номеров) в 28 странах (19 отелей в Азии, 13 — в Америке, 13 — в Европе, Северной Африке и на Ближнем Востоке), в том числе находившимися в стадии разработки, а её активы оценивались в 2,7 млрд долларов. Кроме того, под брендом Mandarin Oriental существует 14 люксовых жилых комплексов. Всего в различных подразделениях компании работало более 10,5 тыс. сотрудников.
В 1963 году в Гонконге открылся отель Mandarin, в 1972 году — Excelsior, в 1973, 1976 и 1978 годах открылись отели Oriental в Бангкоке, Маниле и Джакарте соответственно. В 1974 году была основана управляющая компания Mandarin International Hotels Limited, которая в том же году приобрела 49-процентную долю в бангкокском отеле Oriental (с 1985 года компания стала называться Mandarin Oriental Hotel Group, объединив в своём названии оба ведущих бренда). В 1987 году открылся сингапурский Mandarin Oriental, в 2000 году компания поглотила гостиничную сеть The Rafael group, включавшую шесть роскошных отелей, открыла реконструированный лондонский Mandarin Oriental, отели в Майами и Мюнхене, в 2003 году — отель в Нью-Йорке и гонконгский The Landmark Mandarin Oriental Hotel, в 2005 году — отель в Токио, в 2006 году после масштабной реконструкции открылся гонконгский Mandarin Oriental, в 2008 году — Mandarin Oriental в Атланте. В 2009 году группа продала 50-процентную долю в отеле Mandarin Oriental (Макао) и открыла новые отели в Санья, Барселоне и Лас-Вегасе, после чего общее количество гостиниц сети достигло 25. В 2011 году открылся парижский Mandarin Oriental.
|                                   |                                      |                            |                                         |                                    |
| Отель Mandarin Oriental в Атланте | Отель Mandarin Oriental в Лас-Вегасе | Отель Excelsior в Гонконге | Отель Mandarin Oriental в Куала-Лумпуре | Отель Mandarin Oriental в Гонконге |

## Социальная политика
В 1845 году под покровительством Jardine, Matheson and Co в Гонконге стала выходить еженедельная газета «Чайна Мейл», во второй половине XIX века совместно с индийским коммерсантом Дж. Растомджи компания учредила в колонии госпиталь для моряков. В 1982 году, когда Jardine, Matheson and Co праздновала 150-летие со дня своего основания, был учреждён Jardine Foundation, предоставляющий студентам стипендии для учёбы в Оксфордском и Кембриджском университетах. В 2002 году Jardine Matheson основала общественную организацию MINDSET, которая координирует действия по поддержанию психического здоровья, способствует адаптации психически больных в общество, а также финансирует программы по изменению отношения обычных людей к психически больным в Гонконге и Сингапуре (8 октября 2010 года организация открыла психиатрический реабилитационный центр MINDSET Place). В 2003 году дочерняя строительная корпорация Gammon открыла свою образовательную академию. Кроме того, отдельные компании группы жертвуют значительные суммы на благотворительность (например, в 2011 году только Jardine Lloyd Thompson Group пожертвовала более 400 тыс. фунтов стерлингов), а также курируют социальные программы в Китае, Индонезии, Малайзии, Сингапуре и Вьетнаме (образование, защита окружающей среды, борьба с нищетой, льготное кредитование крестьян).

## Критика
По утверждению профсоюзных организаций в некоторых структурных подразделениях Jardine Matheson присутствует чрезмерная эксплуатация персонала без дополнительной оплаты сверхурочных, а также сдерживается повышение зарплаты несмотря на инфляцию, навязывается удлинённый рабочий день и сокращаются выходные (что, впрочем, характерно для многих азиатских компаний). В Индонезии дочерние структуры Jardine Matheson нередко подвергаются критике за вырубку тропических лесов и осушение болот (что также ведёт к исчезновению фауны, в частности, орангутанов) в угоду расширению пальмовых плантаций. При этом для лоббирования своих интересов Jardine Matheson привлекает влиятельных британских политиков и бизнесменов со связями в самых верхних эшелонах власти.

## Топонимика

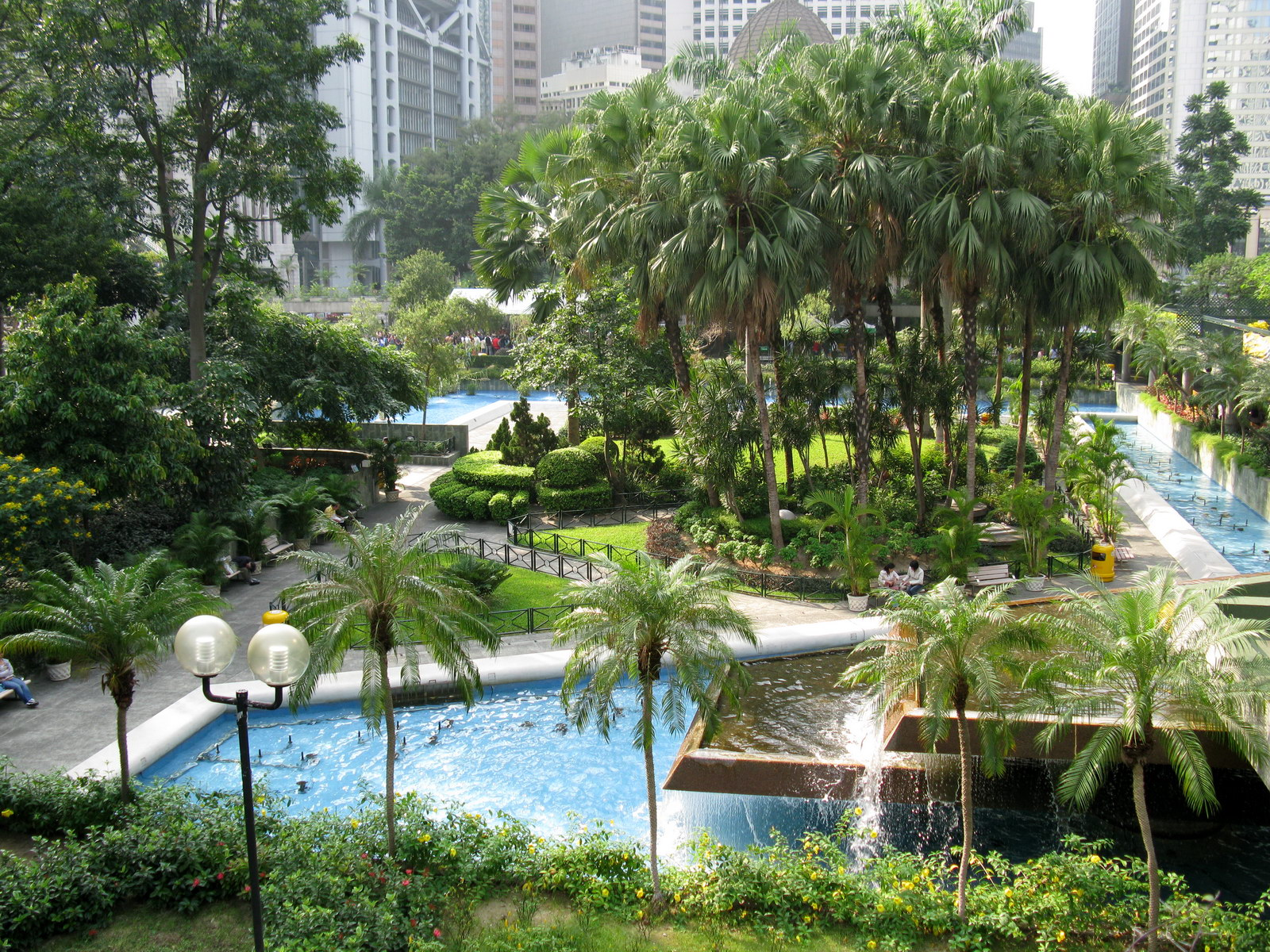
Сквер Чатер-Гарден, Гонконг

В Гонконге расположено немало мест и строений, обязанных своими названиями или Jardine, Matheson and Co, или её основателям и партнёрам Уильяму Джардину, Джеймсу Матисону и Хачику Полу Чатеру — улицы Jardine’s Bazaar, Jardine’s Crescent, Matheson Street, Chater Road, Catchick Street и Yee Wo Street (кантонский вариант написания Ewo), парк Чатер-Гарден, престижный жилой район на одноимённой горе Jardine’s Lookout, холм Jardine’s Hill, мост Jardine’s Bridge, ворота Jardine Gate, небоскрёбы Джардин-хаус и Чатер-хаус, а также полуденная пушка.

## Компания в массовой культуре
Посещение офиса и верфи Jardine Matheson описал в своей книге «Фрегат „Паллада“» русский писатель Иван Александрович Гончаров. Образы главных героев романа «Тай-Пэн», написанного Джеймсом Клавеллом в 1966 году, основаны на элементах биографии Уильяма Джардина и Джеймса Матисона (некоторые моменты истории Jardine Matheson угадываются и в следующих романах этого писателя «Гайдзин» и «Благородный дом», а в американском мини-сериале «Благородный дом», снятом в 1988 году, штаб-квартирой Струанов служит реальный гонконгский небоскрёб Jardine House). И сама компания Jardine Matheson, и представители семьи Кесуик неоднократно упоминаются в скандальной книге американского публициста Джона Колемана «Комитет 300. Тайны мирового правительства».